# Loma Linda (Califòrnia)
Loma Linda és una població dels Estats Units a l'estat de Califòrnia. Segons el cens del 2000 tenia 18.681 habitants.

## Demografia
Segons el cens del 2000, Loma Linda tenia 18.681 habitants, 7.536 habitatges, i 4.498 famílies. La densitat de població era de 981,3 habitants/km².
Dels 7.536 habitatges en un 27,1% hi vivien nens de menys de 18 anys, en un 43,7% hi vivien parelles casades, en un 12% dones solteres, i en un 40,3% no eren unitats familiars. En el 31,2% dels habitatges hi vivien persones soles el 10,5% de les quals corresponia a persones de 65 anys o més que vivien soles. El nombre mitjà de persones vivint en cada habitatge era de 2,41 i el nombre mitjà de persones que vivien en cada família era de 3,09.
Per edats la població es repartia de la següent manera: un 21,9% tenia menys de 18 anys, un 10,2% entre 18 i 24, un 33,2% entre 25 i 44, un 19,2% de 45 a 60 i un 15,4% 65 anys o més.
L'edat mediana era de 34 anys. Per cada 100 dones de 18 o més anys hi havia 82,2 homes.
La renda mediana per habitatge era de 38.204 $ i la renda mediana per família de 45.774 $. Els homes tenien una renda mediana de 36.086 $ mentre que les dones 35.096 $. La renda per capita de la població era de 20.189 $. Entorn del 12,9% de les famílies i el 15,1% de la població estaven per davall del llindar de pobresa.

## Poblacions properes
El següent diagrama mostra les poblacions més properes.